# Техеран
Техеран (перс. تهران; Tehrān, IPA: []) је главни и највећи град Ирана, седиште Техеранске покрајине и један од највећих градова света.
Смештен је на јужним обронцима масива Алборз, док је на југоистоку изложен пустињи Деште-Кевир. Клима у граду је полусува (степска) и континентална, а просечна годишња температура је 17,3. Иако се налази на истој географској ширини као и север Сахаре, његова надморска висина од 1000 – 1800  и утицај северних планина зими резултирају двомесечним задржавањем снега. У односу на Друге светске градове сличне величине Техеран је врло зелен град с обзиром да се у њему налази између 700 – 800 добро одржаваних паркова.
Техеран је мултикултуралан град у којем осим већинских Персијанаца живе и на стотине хиљада припадника етничких мањина попут Азара, Курда, Мазандерана, Паштунаца, Балуџа, Туркмена, Јермена, Асираца, Арапа и Јевреја, а у граду се налази и 37 цркава, 29 синагога и пет зороастријских храмова ватре. Према последњем службеном попису становништва из 2006. године Техеран је имао 7.088,287 житеља, мада његова агломерација која укључује велеград Караџ и бројна насеља изван његове административне зоне (865 км²) броји око 12 милиона људи.
Историја Техерана као града релативно је кратка с обзиром да је хиљадама година био малено насеље, мада је уско везана уз Рај који је континуирано насељен од око 6000. п. н. е. и с којим је непрекидно био у блиској интеракцији. Становници овог града населили су техеранске плодне вртове након разарајуће монголске инвазије у 13. веку, а данас је Рај саставни дио техеранског градског подручја. Техеран се као град први пут појављује у текстовима арапских и европских путописаца из касног средњег века, а развијао се као важна стратешка тачка током владавине сафавидске и зандијске династије. Након успона династије Каџара, одлуком Мухамед-хана из 1786. године Техеран постаје (38. по реду) главним градом Ирана.
Данас је Техеран далеко најважнији политички, економски, образовни, прометни и културни центар Ирана. У његовој околини налази се 50% иранских индустријских постројења, а одликује се и квалитетном градском односно развијеном ванградском прометном мрежом. Захваљујући малим стопама пореза, ниским ценама енергената и релативно високим платама, трошкови живота у Техерану врло су ниски и према западним проценама најјефтинија је метропола света. Техерански универзитет најстарији је у Ирану, а уз њега активно је и 50-ак других већих универзитета и факултета. Уз остале високе школе, академије и разне институте, Техеран броји више од 300 високообразовних установа. Град такође обилује и бројним културним објектима попут палата из каџарске и пахлавијске епохе, односно 60-ак разних музеја.
Неке од знаменитости овог мегалополиса по којима се истиче на светском нивоу су највећи базар, једна од најдужих улица, једна од најпрометнијих подземних жељезница односно највиших и најдужих жичара, највеће збирке краљевских драгуља и дела западних уметника у Азији, нека од најпосећенијих шијитских светишта, џамија с највишим минаретима, шести највиши највиши бетонски торањ, четврти највећи фудбалски стадион, најпопуларнији азијски фудбалски клуб, највећи приватни универзитет, једно од најквалитетнијих техничких универзитета, највећи азијски сајам књига, итд.

## Карта
| Навигацијска карта Техерана: (a) Техеранска и Алборшка покрајина, (b) Техеран у административним границама, (c) Центар града |
| --- |
| Шахрбану Хомеинијев маузолеј Сале Јахја Мосала Шахова џамија Мујезуд Довле Сепахсалар Хусеиније Ершад Имам Хомеини Мехрабад Дошан-Тапе Кале-Морги Пајам Точал Želj. kol. Zap. kol. Ист. ст. Јуж. ст. Арг. ст. Teheranski univerziteti Унив. Азади Универзитет Имам Али Медицински универзитети Универзитет Амир Кабир Универзитет К. Н. Туси Унив. Шариф В. Ш. Фируз Бахрам Национална библиотека Национални музеј Музеј модерне умјетности Музеј сагова Музеј иранско -ирачког рата Филмски град Газали Голестан Ниаваран Садабад Фирдус Мраморна palača Градско позориште Фарханг Азади Катедрала св. Саркиса Католичка црква Прот. црква Синагога Јусуф Абад Синагога Абришами Тогрул Милад Азади Маркази ИРИБ Бехшахер Међународни небодер Мин. промета Парламент Вијеће чувара Градски парк Лале Карим Сае Ниав. п. Парк ватре i vode Евин Дар. Голаб. Џамшидије Лавизан Мелат Парк Девице Марије Разијев парк ПШ Фарахзад ПШ Сорхехесар ПШ Пардисан ПШ Азадеган ПШ Тоска ПШ Читгар ПШ Кухсар НП Хајер НП Кавир НП Лар НП Варџен Дамаванд Чапакров Наз Палангардан Дизин Шемшак Точал Ст. Азади Ст. Рах Ахан Караџ Рај Исламшахер Ресалат Тохид Амир Кабир Абришам Џавадије Ј. Лар Ј. Амир Кабир Ј. Талекан Ј. Латјан Велики базар A v. В а л и A с р Ав. Азади Ав. Енгелаб Хемат А ф р и к 'љ' М о д а р e с К о р д е с т а n Ч а м р а н Гомнам Махалати Азадеган АЦ 2 АЦ 5 АЦ 7 AC 7 АЦ Тех-Пар АЦ Тех-Пар АЦ Тех-Шом АЦ Teh-Šom БЦ 32 БЦ 38 БЦ 44 БЦ 65 БЦ 71 БЦ 77 БЦ 79 Фирдусијев трг Трг Вали Аср Пал. трг |

## Етимологија
Порекло имена „Техеран” још је и данас предмет расправе и постоји више различитих тумачења. Најпопуларнија интерпретација темељи се на средњовековним делима исламског географа Јакута који тврди да име Tah+rān подразумијева „Онај који лови (гура)” или „Онај који станује при подножју (у земљи)” што указује или на подземни живот тамошњих становника у 13. веку, или на географски смештај града с обзиром да се заиста налази при дну планине Точал (огранак Алборза).
Холандски ираниста Алберт Хотум-Шиндлер своју претпоставку темељи на почетном слогу облика Tir-ān pri čemu Tir означава „равницу” односно „пустињску равницу”, а сам морфолошки облик објашњава специфичним наречјем локалног становништва. Шиндлер такође повлачи етимолошке паралеле са Шемраном, оближњим селом на северу где је био смјештен велики водоспремник, на темељу чега Касрави касније тврди како Техеран (Tahrān) подразумева „топло место” или „доње место” односно Шемиран (Šemrān) „хладно место” или „горње место”.
Трећу претпоставку предложио је руски језикословац Владимир Минорски који сугерише да би Tahrān могао значити „Онај што лежи испод Раја” (старовековног града недалеко од Техерана), на темељу споја слогова Tah („дубина” у бројним иранским наречјима на северу) и Рај (Raḡān = Rajān = Rān). Међутим, ова теорија није компатибилна с чињеницом да североисточно од Исфахана (стотинама километара од Техерана) постоји велико село које такође носи историјско име „Техеран” што етимолошку повезницу с Рајом доводи у питање.
Све наведене претпоставке у језикословним круговима сматрају се нагађањима, а етимолошку проблематику отежава и очигледна промена словописа. На пример, почетно слово ṭ (ط) дуго се времена користило као замена за обично слово t (ت) све до почетка 20. века. Географ Јакут] је око 1300. године користио арапски почетни облик Tâ иако је јасно наглашавао да је реч персијска što подразумијева да је локално становништво своје место именовало као Tehrān.

## Историја

### Стари век
Најстарија археолошка налазишта у околици Техерана датирају се у млађе камено доба односно око 6000. п. н. е. што подразумева да се ради о једном од најстаријих иранских градова заједно са Сузом, Јаздом и Екбатаном (Хамаданом) односно да је био насељен и пре доласка аријских (индоиранских) племена. Једно од таквих налазишта је брежуљак Чешме-Али („Алијева чесма“) на којем је од 1934. до 1936. године у сарадњи Универзитетског музеја Пенсилванија и Бостонског музеја финих уметности искапања водио славни археолог Ерих Фридрих Шмит, а бројни пронађени артефакти данас су изложени у музејима широм Ирана, Чикага и Филаделфије. Остала значајнија налазишта из тог периода укључују и 3000 година старо утврђење Гебри из раног аријског периода у склопу које је постојало и зороастријско гробље, те Кајтарију и Дарус северозападно од данашњег града.
Уз топониме у околини Техерана везују се бројне легенде из иранске митологије од којих неке датирају још из 2. миленијума п. н. е. Рај се као Raḡā спомиње на два места у зороастријској светој збирци Авести: у литургијској „Јасни” спомиње се у контексту престонице значајног Заратуштриног поданика, док се у текстовима „Вендидада” појављује као дванаеста покрајина створена од Ахура Мазде у којој столују три расе (класе: свештеници, ратници и ратари). У неким делима на средњоперсијском језику Рај се спомиње и као родно место самог Заратуштре, мада бројни модерни историчари сматрају да је оно ипак у Хорасану на истоку.
Дамаванд, високи планински врх у близини Техерана, заузима важно место у Фирдусијевој „Шахнами” (ирански национални еп из 1000. године) која такође обилује легендарним причама иранске митологије. Кајумарт из „Шахнаме” као први човек на Земљи према зороастријској верзији постанка света живео је на Дамаванду и приписује му се оснивање града подно планине. Митолошки стрелац Араш који је пожртвовно изгубио живот приликом разграничења Ирана и Турана, одапео је граничну стрелу с исте планине. Ова се легенда слави и дан данас током годишњег иранског фестивала Тирегана. Дамаванд је такође и место на којем Фрејдун заробљава змаја Захака, односно родно место легендарног краља Манучера.
Рај је био врло значајан град током медијског и ахеменидског периода иранске историје. Налазио се на важном путу који је повезивао Екбатану (Хамадан) на западу и Тус (покрај Машхада) на истоку, а преко града пролазиле су сви каравани које су спајали западни Иран и Месопотамију с Маргијаном односно Кином на североистоку, те Аријом и Арахозијом односно Индијом на југоистоку. Осим тога, град је путевима уз рубне делове пустиње Дашт-е Кавир био повезан и с Парсом на југу, док су га три планинска пута преко Алборза повезивала и с Каспијскм језером на северу.
Познато је да је Рај био зороастријски центар Медијске монархије, а о религијској важности сведоче и путописи арапског географа Јакута који готово 2000 година касније спомиње да је град био седиште мага, зороастријских свештеника. Рај се такође спомиње и у ахеменидским епиграфским натписима персијског владара Дарија Великог у Бехистуну који наводе како је Дарије 521. п. н. е. послао војску из Раја да помогне оцу Хистаспу у победи против побуњеника у источној сатрапији Партији. Око два века касније кроз Рај се пред Александром повлачи посљедњи ахеменидски владар Дарије III Кодоман, а хеленистички историчар Дурис са Самоса спомиње разоран потрес који је истовремено погодио град и околину. Град је обновљен недуго касније у време селеукидског владара Селеука I Никатора и кратко је био познат под именом Еуропос, а у партском периоду носио је име Арсакија и био је пролетна престолница партских владара. Према географу Изидору из Харакса, град је био најснажнија утврда у читавој Медији. Рај се спомиње и у старозаветним библијским књигама о Тобији и Јудити што сведочи да су Јевреји можда насељавали град у 7. веку п. н. е.
Током сасанидског периода, Рај је био престолница иранске племићке породице Михран из које потиче Бахрам Чобин, генерал и узурпатор сасанидског трона крајем 6. века. Задњи сасанидски владар Јездегерд III из Раја је 641. године издао његов посљедњи проглас народу пре повлачења у Хорасан, а град је остао у рукама Чобиновог унука Сијавахша који је водио неуспешну обрану против арапске инвазије. Град је приликом опсаде срушен због одмазде, али је нови намесник Фарухан обновио град недуго касније. Женско светилиште Биби Шахрбану у огранку модерног Техерана повезује се с Јездегердовом кћери која је према традицији постала супруга Хусеина ибн Алија, трећег шијитског имама. Могуће је да је светилиште у старом веку било посвећено зороастријској божици Анахити, те да је након доласка ислама само променило функцију.

### Средњи век
У почетним вековима исламског периода иранске историје Рај је био поприште бројних сукоба између локалних Персијанаца и арапског калифата. Вероватно најпознатија личност из овог периода је Харун ел Рашид, абасидски калиф рођен 763. у Рају, чији се раскошни двор доводи у везу с познатим причама из „1001 ноћи”. Касније су у њему ратовале и локалне иранске династије, а потом Иранци против надолазећих туркијских Огуза чија је провала на Иранску висораван резултирала оснивањем династије Селџука. Најзначајнији селџучки владар Тугрул одабрао је Рај за своју престолницу, а након његове смрти у част му је подигнут 20-метарски торањ који је очуван до данашњег дана.
Истовремено, око шест километара северно од Раја, центар данашњег Техерана развијао се као мало сеоско насеље чија се економија темељила на пољопривреди. Узгој воћа и поврћа у бројним вртовима био је могућ захваљујући софистицираном систему каната као и потоцима који су се сливали с Алборза и наводњавали оближње равнице, а трговина је цвала захваљујући близини Рајског утврђења односно стратешком положају на Путу свиле. Историчари за овај период техеранске историје користе и израз „насељени врт”.

#### Техеран у најстаријим записима
Техеран се као насеље први пут спомиње у текстовима из раног 12. века, иако је сигурно да је под тим именом постојао вековима раније. Наиме, багдадски историчар Ал-Катиб ел Багдади у својим записима спомиње да је 874. или 884. године у палестинском граду Аскалāну умро научник под именом Ḥамад ел Техрани ел Рази чије презиме јасно имплицира топонимско порекло. Најстарији запис у којем је Техеран забележен као насеље је Farsname („Књига о Персији”), дело иранског научника Ибн Балхија из Хорасана писано између 1108. и 1116. године које спомиње изврсну каквоћу техеранског нара.
Детаљнији описи Техерана појављују се почетком 13. века у записима бројних пролазника на Путу свиле. Најзначајнији међу тим путописцима био је арапски географ Јакут ел Хамави који није лично посетио Техеран, али је 1220. године боравио је у суседном Рају (осам година пре монголске инвазије) одакле је прикупљао податке који се данас сматрају врло веродостојнима. Други значајни извор су записи персијског научника и географа Закарије ел Казвинија из 1275. године, која су у великој мери препис ранијих Јакутових радова, али нуде и неке нове податке. Јакут описује Техеран као повећи „градић-тржиште” (арап. karijaton kabiraton) који се састоји од дванаест квартова (арап. maḥala). Казвини пише да су наведеним квартовима владале старешине који су били у непријатељским односима због чега се становници нису усуђивали ући у туђи кварт. Становници Техерана били су и у лошим односима с локалним хорезмијским покрајинским намесником због његовог убирања високих пореза.
Током овог периода, Техеран је био познат по производњи воћа и поврћа, те троглодитским насељима подно планине. Сточарство према старијим изворима уопште није ни постојало, мада се такви закључци данас сматрају погрешном интерпретацијом Јакутових текстова. Техеран је представљао општепознати пример развијеног пољопривредног обрасца који се могао наћи у свакој оази, односно месту на Иранској висоравни, а темељио се на комбинацији кориштења ђубрива, интензивном колективном раду и наводњавању помоћу каната. Бројни од тих древних водоводних система откривени су у 21. веку приликом прокопавања модерних тунела. Према једној анегдоти коју у 17. веку спомиње италијански путописац Пјетро Дела Вале, сафавидски шах Абас Велики једном се приликом толико најео укусног техеранског воћа да му је позлило због чега је одлучио да убудуће избјегава посете граду. Подземна и полуподземна насеља научници приписују оштрим зимским условима на иранском северу, док се између осталог наводе и сигуросни разлози. Иако се насеља такве врсте не спомињу још од сафавидског периода, енглески путописац Роберт Кер Портер тврди како их је 1818. године приметио у сиромашним техеранским предграђима. Становници Техерана у овом су периоду носили негативну репутацију и били су познати по свадљивости и тврдоглавости, мада модерни историчари то приписују анимозитету између исламских огранака: средњовековни аутори углавном су били сунити, а техерански становници још од бујидског времена шиити.

#### Појава урбаних функција
Трансформација Техерана из села односно малог насеља у важан град условљена је разарајућом монголском инвазијом из 1228. године када је већина градова у Ирану претрпела катастрофална оштећења. Међу таквима је био Рај, али и сам оближњи Техеран. Хамд-Алах Моставфи, историчар и географ из илханатског периода, око 1340. године описује Техеран „важним градићем” али истовремено наглашава да није био насељен као у ранија времена. Оно што је познато јест да је Рај као утврђени град претрпео пуно већа оштећења, па његове рушевине више нису биле атрактивне преживелом становништву које се убрзо преселило у Техеран, рурално насеље богато вртовима и водом. Током идућих стотину година, Техеран је постао значајним економским жариштем околне регије. Илканатски текстови из 1284. и 1294. године ословљавају град као „Техеран код Раја” што сведочи како је још крајем 13. века био у сени некадашње популарности оближњег Раја. Моставфи наводи како је илханидски владар Газан покушао обновити Рај, али његов план се изјаловио па је напослетку покрајинско седиште постао Варамин, градић смештен 45 km југоисточно од Техерана и Раја. Вараминска покрајина састојала се од четири округа међу којима је био и Техеран, док је Рај био у његовом саставу.
Руј Гонзалез де Клавихо, велепосланик шпанског краља Хенрика III Кастиљског на Тимуровом двору, вероватно је први Европљанин који је посетио Техеран. Гонзалез де Клавихо у свом путопису наводи да је посетио Техеран 6. јула 1404. године, а описује га „великим градом” без фортификација који обилује свим могућим производима. У граду је била смештена краљевска палата и две знамените грађевине, а у једној од њих живео је Тимуров нећак. Тимуридска палата од рушевина древног Раја била је удаљена две шпанске лиге (око 8,5 km) што је приближно два километра више од Јакутове процене два века раније. Упркос могућности одступања у процена, разлика има велику историјску важност јер на темељу исте модерни историчари сматрају како су Тимуриди преместили центар града према северу, а тај се тренд наставио и током владавине следећих иранских династија. Прецизне границе тимуридског седишта у данашњем граду могу се лако реконструисати захваљујући очуваности имамзада (шијитских гробница-светишта) и гробља из тог периода. Југоисточна међа Техерана била је отприлике одређена куполом имамзаде Саједа Исмаила, изграђеном пре 1481. године о чему сведочи запис на дрвеним вратима маузолеја (уједно и најстарији очувани датум у граду). Северозападна међа наведеног котара била је одређена имамзадом Јахје која се датира пре 1231. године, а тимуридска палата налазила се још северозападније али у оквирима Техеранског утврђења односно на месту данашње Голестанске палате. Крајња југозападна тачка налазила се код имамзаде Саједа Наср ел Дина која је изграђена у 15. веку, а четврта односно југоисточна тачка налазила се код Заидове имамзаде из 1497. године на којој се данас налази техерански базар. Приближна површина тимуридског Техерана износила је један km².

### Нови век

#### Сафавидски град
Техеран широке урбанистичке размере почиње попримати током сафавидског периода, посебно у време владавине Тахмаспа I који је у граду наложио изградњу великог централног базара окруженог зидинама. Базар као главна пијаца био је обележје економског престижа старовековних и средњовековних иранских градова, мада судећи према делима Гонзалеза де Клавија град приликом његове посете 1404. године није имао ни зидине ни организовани базар већ искључиво мање трговачке улице. Сафавидски базар типолошки је био једноставног облика, линеаран у формацији с редовима трговина поређаних једни поред других, иза којих се постепено диже број складишта. Судећи према каснијим документима, овакав се распоред задржао све до раног 19. века. Приликом посете Томаса Херберта 1627. године, само један део базара био је наткривен, а енглески путописац описује и потоке с Алборза који се рачвају у граду и деле га на два дела. Град је био омеђен јарцима, а зидине су се састојале од 114 торњева што одговара броју сура у Курану. На основи каснијег плана града видљиво је да се такав земљишни распоред задржао до 1858. године, а приступано му је помоћу четири градских капија. Пета градска врата на северу утврђења додата су почетком 18. века у време владавине паштунских Хотакијаца, што се према традицији тумачи као покушај осигуравања излаза за бег у случају градске побуне.
Сафавидски интерес за унапређење Техерана данас се тумачи двема чињеницама. Прва гласи да је Сајед Хамза, један од сафавидских предака, покопан у оближњем Рају покрај маузолеја Абдул Азим-шаха. Према другој, сам Техеран имао је дугу шијитску традицију што најбоље потврђују бројни верски споменици шијитског карактера. Ови фактори сентименталне су природе и вероватно су имали одређену али не и пресудну улогу, јер таква се приписује жестоким иранско-османлијским ратовима из тог времена што је свакако имплицирало подстицајем на што бољу заштиту фортификацијама. О овом сведочи и чињеница да су Сафавиди због изложености османлијским нападима престолницу прво преместили из Табриза у Казвин, а затим још југоисточније у Исфахан. Урбанистички развој у Техерану доводи се у везу с овим променама престоница јер је премашивао потребе становништва, па постоји врло велика могућност да је сам Техеран требало да постане главни град. У прилог томе, Xавиер де Планхол истиче несразмерност површине града и броја становника односно кућанстава: градске зидине протезале су се око осам километара што подразумева површину од око 4,5 km², а број становника кретао се између 15 и 20 хиљада судећи према Хербертовим записима који спомињу 3000 кућа 1627. године. Захваљујући Тахмасповим фортификацијама, град је могао примити барем 100.000 људи па није било потребе за даљим урбанистичким ширењем све до 19. века када је Техеран досегнуо ту бројку. Европске путописе из Техерана, у којима се истиче величина града, модерни историчари тумаче управо овим несразмером урбано-популацијског односа и сматрају да су путописци као Пиетро Дела Вала прецењивали његову важност. Водећи ирански градови у то време били су Исфахан, Кашан и Табриз, док је Техеран сафавидској династији деценијама служио првенствено као војно утврђење. Сафавиди овде нису изградили велике џамије и друге престижне грађевине као у Исфахану, а у прилог томе иду и дела француског путописца Жан Шардена који Техеран крајем 17. века назива „маленим градићем”. Ипак, у граду је био изграђен велики чахарбаг (персијски врт), а у време владавине иранског шаха Сулејмана I Техеран је добио и царско повереништво (перс. divān-ḵāna) у којем су се 1720. године састали шах Султан Хусаин и османски велепосланик Ахмед III. Град је страдао 1720-их година приликом инвазије Хотакијске династије на западу Иранске висоравни.

#### Каџарски главни град
Техеран је наставио да буде релативно мали градом али уједно велика касарна и током периода Зандијске династије која влада из Шираза у Фарсу. Између 1755. и 1759. године зандијски владар Карим-хан планира премештање главног града у Техеран и наређује изградњу бројних зграде унутар царске четврти међу којима је и популарно одмориште твз. „Карим-ханов кутак”. Ова техеранска четврт убрзо почиње да поприма сва обележја типичне иранске царске престолнице, мада након Каримове смрти земља тоне у грађански рат између његових синова који настављају да владају из Шираза и све моћније династије Каџара из северозападног иранског града Табриза. Техеран се нашао у жаришту сукоба између прозандијског намесника Кафур-хана и побуњеног Мухамед-хана Каџара који 1785. године остварује превласт и оснива нову, Каџарску династију. Мухамед-хан победоносно улази у Техеран 12. 3. 1786. године и проглашава град својом новом престолницом. Разлози каџарског премештања престолнице из Табриза у Техеран тумаче се османлијском и руском опасношћу, а Техеран је представљао савршену стратешку тачку између споменутих иранских непријатеља на северозападу као и Туркмена на североистоку земље, а уживао је и повлашћен географски положај будући да су му гравитирали сви економски центри с Иранске висоравни. Још крајем 18. века град се величином није превише променио од сафавидског времена, па тако 1797. године француски ентомолог и путописац Оливијер Шарден описује Техеран као град од 15.000 становника и 3000 војника на површини од 7,5 km² од чега половину чине грађевине док остатак заузимају вртови, воћњаци и паркови.
Значајни урбанистички развој Техерана као метрополе започиње у раном 19. веку под водством владара Фатеха Али-шаха (1797. – 1834) који надограђује и улепшава техеранску царско утврђење подизањем „Торњева ветра” (перс. Emarat-e Badgir) и „Мраморног трона” (перс. Taht-e Marmar). Такође, у оквирима базара саграђена је и „Шахова џамија” (перс. Masjed-e šah), а започета је и изградња здања Негар Хане и Лалезар који нису довршени до његове смрти 1834. године. Задњих двадесетак година његовог живота обележио је и снажан прилив иранског становништва у Техеран из свих делова земље. Његов син Мухамед-шах (1834. – 1848) наставио је да доприноси Техерану новим градитељским здањима попут имамзаде и џамије, а остао је упамћен и као први ирански владар који је почео да шири град изван његових зидина. То се првенствено односи на северни Техеран где су изграђене нове царске палате. Године 1868, у техеранским градским зидинама живело је 155.736 становника. Највећи преображај Техеран доживљава за време владавине Насрудин-шаха (1848. – 1896) који уништава старе градске зидине на уштрб нових, проширених фортификација. Оне се у обиму протежу 19,2 км и имају облик неправилног октагона, а граду се прилази кроз дванаест монументалних и једнолико распоређених градских капија украшених керамиком. Насрудин-шах наредио је и адаптације бројних техеранских зграда као и изградњу нових каната за опскрбу водом, а упамћен је и по рушењу старијих четврти због изградње прометне мреже широких градских улица и авенија што се доводи у непосредну везу с француским урбанистом Османом који је истовремено водио идентичан програм обнове у Паризу. Једна од највећих грађевина из Насрудин-шаховог времена била је велика оружарница (перс. Tuphāne) димензија 275 x 137 . Задњих година његове владавине односно крајем 19. века Техеран се простирао на површини од 18,25 km² с базаром као центром града у чијој су се непосредној близини налазиле царска палата и зграда суда. Почетком 20. века у граду је живело око 250.000 људи, углавном изван градских зидина.
Техеран на прелазу из 19. у 20. век:
- Техерански базар (илустрација из 1873. г.)
- „Краљевско позориште” (Такија-је Довлат, 1887. г.)
- Коњски трамвај (1890. г.)
- Техерански парни воз „Дуди” из 1920. г.
- Аутомобили на техеранским улицама (1930. г.)

### Модерно доба

#### Пахлавијска модернизација
Почетак 20. века обележила је Иранска уставна револуција из 1906. године која је 19 година касније резултирала преображавањем Ирана из апсолутне у уставну монархију. Исте године власт преузима Реза-шах чиме Каџарска династија нестаје са светске политичке позорнице, и започиње период владавине династије Пахлави која се одржала све до 1979. године. Приликом доласка Реза-шаха на власт, држава постаје кључни играч у техеранској архитектури и урбанизму чији је циљ био опсежни програм модернизације односно стварања модерне престолнице 20. века. Градске зидине Насрудин-шаха су великим делом срушене 1932. године, чиме се отворио простор за изградњу још већих улица и булевара који је центар града требало да повежу с новим приградским насељима. Од укупно дванаест градских капија из каџарског утврђења, данас је сачувана само једна.
Године 1930, Реза-шах расписује низ надметања и позива бројне иранске и стране архитекте да учествују у модернизацији града. Руски архитект Николај Марков пројектовао је Вишу школу Алборз, Главни поштански уред и зграду телекомуникација, француски архитект Адре Годард пројектовао је Ирански национални музеј, док су модернистичке зграде Техеранског универзитета пројектовали Французи Роланд Дубрул и Максим Сиру, швајцарац Александр Мосер и иранац Мохсен Фаруки. Потоњи архитект сматра се оцем иранске модернистичке архитектуре, а познат је и по пројектовању Банке Мели. Вартан Аванесиан пројектовао је Апартманско насеље „Реза-шах” и школу за сирочад, а између осталог изграђене су и нове зграде Иранске полиције, Министарства спољашњих послова, Техеранског железничке станице, итд. Град се убрзо проширио на 46 km² односно шест пута већу површину него у време владавине Фатеха Али-шаха стотину година раније.
Почетком Другог светског рата Иран покушава да задржи неутралност, али под војно-политичким притиском Савезника потписује уговор о савезу са Совјетским Савезом и Великом Британијом којим је одређено ће постати коридор за превоз америчког оружја у Совјетски Савез, а британске и совјетске трупе ће се повући из Техерана и Ирана у року од шест месеци након што рат буде окончан. Ирански монарх Реза-шах био је присиљен да абдицира у корист властитог сина М. Резе Пахлавија. Од 28. 11. до 1. 12. 1943. године у совјетској амбасади у Техерану одржана је важна конференција на којој су суделовали британски премијер Винстон Черчил, амерички председник Франклин Делано Рузвелт и генерални секретар Комунистичке партије Совјетског Савеза Јосиф Стаљин заједно с највишим војним и политичким сарадницима. У Техерану се између осталог кројила и судбина Југославије будући да су савезници расправљали о помоћи народноослободилачкој борби у Југославији. С друге стране, Ирану је зајамчена независност и територијални интегритет након завршетка рата. Совјетско непопуштање да се повуку из иранског Азербејџана 1946. године довело је до јачања америчко-британског утицаја у Ирану што ће седам година касније резултирати војним пучем у Техерану чиме је М. Реза Пахлави постао владар с апсолутним овлашћењима.
Политички догађаји у Техерану који су обележили Иран у 20. веку:
- Чланови првог иранског парламента након уставне револуције (1906)
- Техеранска конференција (1943): Ј. Стаљин, Ф. Д. Роосевелт и В. Черчил
- Ирански војни пуч (1953):
Војници заузимају зграду парламента
- Иранска револуција (1979):
Масовни протести на Тргу слободе
- Долазак Имама Хомеинија на техерански аеродром (1979)

М. Реза Пахлави свој политички ауторитет покушава да оствари и кроз модернизацију Техерана што посебно долази до изражаја након 1960. године. Краљевска породица 1966. године сели се из центра града у северну четврт Нијаваран где се према пројектима иранског архитекта Мохсена Фарукија граде нове палате и друге попратне грађевине, а тамошње становништво премешта се у друге градске четврти. Истовремено, Рај и Шемиран по први пут у историји службено постају административним четврти Техерана. Први урбанистички план града дефинисан је 1969. године, а погодује ширењу развоја града према оси исток-запад што је био нов приступ након векова ширења по оси север-југ. Према западу се граде нова голема стамбена насеља попут „Западног града” (перс. Šahrak-e garba), а индустријске зоне лоцирају се још западније према оближњем велеграду Караџу. Сви важни административни и економски објекти граде се ван старог градског језгре, а изграђена је и модерна мрежа градских аутоцеста по узору на Лос Ангелес.
Почетком 1970-их година када због Јомкипурског рата избија енергетски сукоб између арапског и западног света, цене нафте досежу врхунац што се непосредно одражава и на велики узлет иранске економије, а тиме и на сам даљњи урбанистички развој Техерана. Нови пројекти настају брзим темпом па се граде простране стамбене четврти попут Екбатана (221 ha), подземна жељезница, ауто-путеви, итд. Амбиције иранског монарха расту и даље па 1975. године планира пројект ултра-модерног краљевског насеља од 554 ha познатог по имену „Краљевски град Пахлави” (перс. Шахестан Пахлави) који је требало да постане симбол његове моћи, али пројект неславно пропада због економске кризе (1978) и Иранске револуције (1979).
Године 1977, иранска влада одлучује се на одустајање од урбанистичког плана из 1969. с обзиром да темпо развоја није могао пратити у корак големи прилив становништва из свих делова Ирана. Почетком следеће године избија општа револуција и Техеран захватају валови масовних протеста против владајуће монархије, а због отворене америчке потпоре М. Рези Пахлавију простанти 4. 11. 1979. заузимају америчку амбасаду у Техерану чиме наступа иранска талачка криза. Због ње Џими Картер губи други председнички мандат, а педесетак талаца је пуштето неколико минута после његовог одступања с власти, након пуна 444 дана. Иранска организација одговорна за заузимање недуго касније објавила је на десетине америчких строго поверљивих докумената који су дубоко потресли углед ЦИА-е. Америчка амбасада у Техерану од тада је затворена, а Иран и Сједињене Државе дипломатске контакте одржавају преко мисија у Швицарској. Револуција је завршила прогоном Пахлавија из Ирана, а милиони на улицама дочекали су повратак Хомеинија на техерански аеродром.

#### Ирански мегалополис
До 1975. или 1980. године Техеран није имао предграђа у првом смислу речи већ искључиво сателитски град Караџ и прстен малих сеоских насеља. Већина досељеника између 1955. и 1970. године била је нагомилана у зградама изван центра, посебно на југу града. Према друштвеном тренду започетом још у 19. веку, сиромашнији слојеви друштва насељавали су јужне рубове Техерана, имућни грађани север, а средња класа подједнако исток и запад града. На потезу између Техерана и Караџа захваљујући ауто-путевима развијало се индустријско подручје што је за неколико година резултирало градњом бројних сателитских насеља уз наведене зоне. Године 1970, Техеран се преображава у компактан град и његове јасне границе постају планина Алборз на северу и полупустињски огранци Дашт-е Кавира на југу. Након наглог повећања цена нафтних деривата односно узлета иранске економије из средине 1970-их, бројни становници из иранских покрајина попут Азербајџана и Курдистана одлазе у Техеран као јефтина радна снага, но због високих цена стамбених објеката насељавају се углавном по селима на јужној периферији града, односно изван његових административних граница. У покушају да регулише различитост закона у грађевинским дозволама и непланску градњу, административне границе Техерана из године у године постајале су све шире. Стручњаци тврде да је и сама Иранска револуција била резултат низа акумулираних инцидената међу конзервативним шијитским становништвом насељеним у јужном Техерану. Током 1980-их година, споменута приградска села постају развијена градска насеља у којима живи и по 200.000 становника.
До 1986. године, управа у „Великом Техерану” недоследна је јер не постоје административне и финансијске структуре што ствара потешкоће у односима техеранског градоначелника и околине, али од наведене године организација ширег градског подручја се мења па слика постаје неупоредиво бољом. Централна градска управа организује поделу града на насеља с неколико десетина хиљада људи, а иранска влада почиње да финансира планирану стамбену градњу и по педесетак километара од центра Техерана, У циљу да се ограничи прилив миграната, власти такође забрањују градњу фабрика у ужим границама града што је битно утицало на расподелу становништва односно чиме Техеран коначно добива предграђа у правом смислу речи. Међутим, нова предграђа инфраструктуром нису била довољно развијена, а њихова опсежна реконструкција започела је 2000-их година. На демографску структуру града 1980-их година највише су утицали прилив становништва из западних подручја захваћених Иранско-ирачким ратом (1980. – 1988) односно голем природни прираштај који се стабилизовао почетком 1990-их. Међутим, задња година споменутог рата обележена је тзв. „ратом градова” у којем су Иранци бомбардовали Багдад, а ирачки вођа Садам Хусеин у периоду од шест недеља је испалио 190 балистичких ракета на Техеран. Иако су жртве и штета у граду биле минималне, ракетирање је изазвало осетан страх у граду па га је привремено напустило око 30% становништва, углавном према градовима на северу. Континуирани али уједно стабилизовани раст града наставио се и током 1990-их година, а средином 2000-их његово спајање са суседним велеградом Караџом и другим приградским насељима створило је агломерацију с више од десет милиона становника чиме се претвара у први мегалополис Ирана.

## О Техерану
Торањ Азади је прва знаменитост коју посетиоци угледају када долазе из правца међународног аеродрома Мехрабад. Торањ је постао национални симбол Ирана.
Техеран пати од изузетно озбиљних проблема због загушеног саобраћаја, и загађења. Дисајни проблеми као што је астма су врло чести. Техеран је постао толико загушен у протеклој деценији, да је влада разматрала премештање главног града како би умањила ове проблеме, и децентрализовала привреду и становништво.

## Географија

### Положај
Центар Техерана и већи део града смештени су у низијама које се од планине Алборз степенасто спуштају према југу под нагибом од приближно 13%, док су остали делови града смештени под обронцима планина на северу и југоистоку. Просечна надморска висина у граду је око 1200 м, али може значајно варирати зависно од делова града по различитој географској ширини. На пример, старији делови града попут Техеранске цитаделе у центру и старовековног Раја на југу града налазе се на око 1100 м надморске висине, док се новији делови на сјеверу попут Трга Таџириш и успињаче у Дарбанду налазе на 1612 односно 1805 м. Највећи екстреми су Аеродром Имам Хомеини на крајњем југу која се налази на 1007 м, односно скијалиште на врху Точала са 3933 м надморске висине што чини укупну висинску разлику од готово 3000 метара.
Оснивање града у почетку је био ограничено на две зоне које имају равничарска обележја: горња се састоји од пропусног шљунка, а доња односно јужна од водонепропусних алувијалних наслага. Ове две врста тла резултат су прелаза пустиње Дашт-е Кавир и њених подземних плоча према планини Алборз што се очитује у њиховом избијању на површину у северним деловима града. Наведени геолошки фактори отежавају изградњу дренажних система као и грађевинских објеката генерално. Тло горњих делова града подно Алборза састоји се од седиментних низова који датирају од горњег девона до олигоцена, а доминира јурски кречњак преко гранитног језгра што подручје чини стабилним за изградњу.
Град у ужем смислу није богат воденим ресурсима и осим мањих потока који се сливају с Алборза не постоје веће водене масе попут река или језера, а град не обилује ни подземним водама. Међутим, у непосредној близини града налазе се три значајне реке – Караџ-Руд (40 км западно), Џаџ-Руд (30 km источно) и Хараз (40 km источно) на којима су подигнуте бране чиме су добијена три велика водоспремника (Амир Кабир, Латјан и Лар) која снабдевају град и ширу околину. Око 50 km источно од града налази се и највиши ирански планински врх Дамаванд (5621 м) на којем се снег задржава до јула, а остали врхови укључују Палангардан (4375 м), Чапакров (4318 м) и Наз (4108 м). Град и његова предграђа 2001. године заузимала су површину од приближно 86.500 ха.
- Поглед на Алборз
- Водопад Доголу („Близанци”) северно. од града
- Седиментне стене северних обронака града
- Поглед на врх Дамаванд (5621 m)
- Брана Караџ, око 60 km западно од Техерана

### Клима
Клима у Техерану је полувуха (степска) и континентална, те се класификује ознаком BSk по Кепеновој класификацији. На климу у граду највише утиче његов географски положај односно заштићеност планинама Алборза на северу и изложеност пустињи Дашт-е Кавир на југоистоку. Планине на северу спречавају доток кишних облака с Каспијског језера, док с пустињских подручја пристижу ветрови који доносе топли ваздух и прашину. Трећи важни фактор који утиче на техеранску климу су циклони које пристижу са запада и доносе хладан и влажан ваздух.
Генерално, клима у граду се може описати благом у пролеће и на јесен, врућом и сувом на лето, те хладном током зиме. С обзиром на неједнолики размештај техеранских градских насеља на подручју које се протеже десецима километара и на разлике у надморским висинама до 900 м, клима и температуре могу се битно разликовати па северне планинске четврти могу бити знатно хладније од оних на јужним низинама. Лета су врућа и с изразито мало падалина, али је релативна влажност генерално ниска па су ноћи хладне. Већина падалина наступа током касне јесени и почетка пролећа, но њихова укупна количина је мала и износи свега 232,8 mm годишње. Најтоплији месец у години је јули чија је просечна температура 30,2°C (средњи минимум 23,9°C, апсолутни максимум 43°C), док је најхладнији месец јануар с просечном температуром од 3,7°C (средњи максимум 7,9°C, апсолутни минимум –15°C). Просечна средња дневна температура у Техерану према подацима Иранске метеоролошке организације је 17,3.
| Клима Техеран-Шомал (северно од Техерана), надморска висина: 1548.2 м од: 1988–2005 | Клима Техеран-Шомал (северно од Техерана), надморска висина: 1548.2 м од: 1988–2005 | Клима Техеран-Шомал (северно од Техерана), надморска висина: 1548.2 м од: 1988–2005 | Клима Техеран-Шомал (северно од Техерана), надморска висина: 1548.2 м од: 1988–2005 | Клима Техеран-Шомал (северно од Техерана), надморска висина: 1548.2 м од: 1988–2005 | Клима Техеран-Шомал (северно од Техерана), надморска висина: 1548.2 м од: 1988–2005 | Клима Техеран-Шомал (северно од Техерана), надморска висина: 1548.2 м од: 1988–2005 | Клима Техеран-Шомал (северно од Техерана), надморска висина: 1548.2 м од: 1988–2005 | Клима Техеран-Шомал (северно од Техерана), надморска висина: 1548.2 м од: 1988–2005 | Клима Техеран-Шомал (северно од Техерана), надморска висина: 1548.2 м од: 1988–2005 | Клима Техеран-Шомал (северно од Техерана), надморска висина: 1548.2 м од: 1988–2005 | Клима Техеран-Шомал (северно од Техерана), надморска висина: 1548.2 м од: 1988–2005 | Клима Техеран-Шомал (северно од Техерана), надморска висина: 1548.2 м од: 1988–2005 | Клима Техеран-Шомал (северно од Техерана), надморска висина: 1548.2 м од: 1988–2005 |
| Показатељ \ Месец                                                                   | .Јан.                                                                               | .Феб.                                                                               | .Мар.                                                                               | .Апр.                                                                               | .Мај.                                                                               | .Јун.                                                                               | .Јул.                                                                               | .Авг.                                                                               | .Сеп.                                                                               | .Окт.                                                                               | .Нов.                                                                               | .Дец.                                                                               | .Год.                                                                               |
| ----------------------------------------------------------------------------------- | ----------------------------------------------------------------------------------- | ----------------------------------------------------------------------------------- | ----------------------------------------------------------------------------------- | ----------------------------------------------------------------------------------- | ----------------------------------------------------------------------------------- | ----------------------------------------------------------------------------------- | ----------------------------------------------------------------------------------- | ----------------------------------------------------------------------------------- | ----------------------------------------------------------------------------------- | ----------------------------------------------------------------------------------- | ----------------------------------------------------------------------------------- | ----------------------------------------------------------------------------------- | ----------------------------------------------------------------------------------- |
| Апсолутни максимум, °C (°F)                                                         | 16,4 (61,5)                                                                         | 19,0 (66,2)                                                                         | 23,8 (74,8)                                                                         | 33,6 (92,5)                                                                         | 33,6 (92,5)                                                                         | 37,8 (100)                                                                          | 39,8 (103,6)                                                                        | 39,4 (102,9)                                                                        | 35,6 (96,1)                                                                         | 31,2 (88,2)                                                                         | 23,0 (73,4)                                                                         | 19,0 (66,2)                                                                         | 39,8 (103,6)                                                                        |
| Максимум, °C (°F)                                                                   | 6,1 (43)                                                                            | 8,1 (46,6)                                                                          | 12,9 (55,2)                                                                         | 19,8 (67,6)                                                                         | 25,0 (77)                                                                           | 31,2 (88,2)                                                                         | 33,9 (93)                                                                           | 33,5 (92,3)                                                                         | 29,3 (84,7)                                                                         | 22,4 (72,3)                                                                         | 14,3 (57,7)                                                                         | 8,6 (47,5)                                                                          | 20,43 (68,76)                                                                       |
| Минимум, °C (°F)                                                                    | −1,5 (29,3)                                                                         | −0,2 (31,6)                                                                         | 4,0 (39,2)                                                                          | 9,8 (49,6)                                                                          | 14 (57)                                                                             | 19,6 (67,3)                                                                         | 22,6 (72,7)                                                                         | 21,9 (71,4)                                                                         | 17,5 (63,5)                                                                         | 11,6 (52,9)                                                                         | 5,4 (41,7)                                                                          | 1,0 (33,8)                                                                          | 10,48 (50,83)                                                                       |
| Апсолутни минимум, °C (°F)                                                          | −13,0 (8,6)                                                                         | −11,0 (12,2)                                                                        | −8,0 (17,6)                                                                         | −1,6 (29,1)                                                                         | 3,0 (37,4)                                                                          | 12,0 (53,6)                                                                         | 15,4 (59,7)                                                                         | 13,5 (56,3)                                                                         | 8,8 (47,8)                                                                          | 2,6 (36,7)                                                                          | −5,2 (22,6)                                                                         | −9,6 (14,7)                                                                         | −13 (8,6)                                                                           |
| Количина падавина, mm (in)                                                          | 63,1 (2,484)                                                                        | 66,5 (2,618)                                                                        | 83,3 (3,28)                                                                         | 50,1 (1,972)                                                                        | 27,1 (1,067)                                                                        | 4,0 (0,157)                                                                         | 4,2 (0,165)                                                                         | 3,2 (0,126)                                                                         | 3,4 (0,134)                                                                         | 16,5 (0,65)                                                                         | 41,3 (1,626)                                                                        | 66,3 (2,61)                                                                         | 429 (16,889)                                                                        |
| Дани са кишом                                                                       | 12,3                                                                                | 10,9                                                                                | 12,3                                                                                | 10,0                                                                                | 8,9                                                                                 | 3,3                                                                                 | 3,4                                                                                 | 1,6                                                                                 | 1,3                                                                                 | 5,8                                                                                 | 8,6                                                                                 | 10,7                                                                                | 89,1                                                                                |
| Дани са снегом                                                                      | 8,9                                                                                 | 6,6                                                                                 | 2,5                                                                                 | 0,1                                                                                 | 0,1                                                                                 | 0                                                                                   | 0                                                                                   | 0                                                                                   | 0                                                                                   | 0                                                                                   | 0,6                                                                                 | 4,9                                                                                 | 23,7                                                                                |
| Релативна влажност, %                                                               | 67                                                                                  | 59                                                                                  | 53                                                                                  | 44                                                                                  | 39                                                                                  | 30                                                                                  | 31                                                                                  | 31                                                                                  | 33                                                                                  | 44                                                                                  | 57                                                                                  | 66                                                                                  | 46,2                                                                                |
| Сунчани сати — месечни просек                                                       | 137,2                                                                               | 151,1                                                                               | 186,0                                                                               | 219,1                                                                               | 279,8                                                                               | 328,7                                                                               | 336,6                                                                               | 336,8                                                                               | 300,5                                                                               | 246,8                                                                               | 169,4                                                                               | 134,1                                                                               | 2.826,1                                                                             |
| Извор:                                                                              |                                                                                     |                                                                                     |                                                                                     |                                                                                     |                                                                                     |                                                                                     |                                                                                     |                                                                                     |                                                                                     |                                                                                     |                                                                                     |                                                                                     |                                                                                     |

Иако у односу на остале иранске градове Техеран ужива релативно умеренију климу, временски услови могу бити непредвидљиво непријатни. На примери, највиша измјерена температура у граду је 43°C, a најнижа –15°C што чини температурну разлику од чак 58°C. Почетком јануара 2008. године, након низа година с врло мало снега, град је погодила велика мећава и град је био прекривен дебелим слојем снијега и леда због чега је на два дана проглашено ванредно стање. Број сунчаних сати у Техерану је просечно 3066 годишње, од чега највише у јулу (366,4) односно најмање у децембру (141,2). Средња релативна влажност ваздуха у граду износи 40%, а у неким деловима града попут Шемирана и до 46%. Превладавајући ветар у граду дува из смера запада и то просечном брзином од 5,5 чворова, док су најјачи забележени удари ветра снаге 25 чворова и то углавном у априлу, мају и октобру. Током ноћи изражен је хладни поветарац са севера односно планина Алборза.

### Животна средина и природне опасности
Највећи еколошки проблем с којим се Техеран суочава на прелазу из 20. у 21. век је загађење ваздуха, што је узроковано економским, демографским и географским факторима. Град је окружен бројним индустријским зонама на рубним деловима, док у његовим ужим границама дневно саобраћа око 3,5 милиоуна аутомобила. Такође, с обзиром да је на северу заштићен Алборзом који спречава доток влажног зрака с Каспијског језера, количина кише и утицај ветра је минималан што отежава рашчишћавање смога. Према неким проценама, град има троструко више становника од потребне границе за потпуно задовољавање еколошких стандарда. Владине мере које којима се настоји ублажити овај еколошки проблем укључују подстицаје за прилагођавање моторних возила на компримирани природни гас, производњу модерних возила која задовољавају еколошке стандарде, ограничавање промета контролисаном потрошњом бензина и увођењем посебних прометних зона, те редовним кориштењем авиона као прскалица воде у ваздуху.
С обзиром да се налази испод масива Алборза које је као и Загрос резултат сударања арапске и евроазијске литосферне плоче, Техерану према сеизмолошким студијама прети велика опасност од потреса који се на том подручју појављују у циклусима од око 150 година. С обзиром да је подручје ужива релативну сеизмички мир више од 175 година, стручњаци сматрају да постоји велика верованоћа да град у ближој будућности погоди потрес великих размера. На ширем градском подручју по оси исток-запад протежу се три главне раседне зоне: северни „Мошин расед” пролази испод Алборза који је слабо насељен, централни „Техерански расед” налази се у горњем граду који је квалитетно изграђен, те „Рајски расјед” на крајњем југу. Најугроженија градска подручја ова потоња на југу где постоје велики низови четвероспратница грађених током велике урбанизације из 1970-их година. Према истраживању спроведеном 2000. године, потенцијални потрес од =7,2 може изазвати између 120.000 и 380.000 смртних случајева. Иранска влада озбиљно је приступила овим предвиђањима па је 2005. објављен план о рестаурацији 200.000 руралних објеката годишње, а 2010. године у парламенту се расправљало и о премештању главног града у Исфахан, Шахруд или Семнан. Исте године ирански председник Махмуд Ахмадинежад изјавио је како Техеран има пет милијуна становника више од потребне границе за задовољавање максималних сигурносних стандарда, а врх иранске војске објавио је да је започето премештање свих грана војне индустрије изван Техерана.

## Становништво
Према попису, у граду је 2006. живело 7.797.520 становника.
| 1986.     | 1991.     | 1996.     | 2006.     |
| --------- | --------- | --------- | --------- |
| 6.042.584 | 6.475.527 | 6.758.845 | 7.797.520 |

## Партнерски градови
Техеран има успостављену пријатељску сарадњу са следећим светским градовима
- Бразилија
- Каракас
- Дака
- Дубаи
- Душанбе
- Џакарта
- Хавана
- Кувајт
- Лондон
- Лос Анђелес
- Манила
- Минск
- Москва
- Пекинг
- Преторија
- Сана
- Сеул